# Слива африканська
Слива африканська (Prunus africana) — вишня, що широко розповсюджена в Африці, зустрічається в гірських районах центральної та південної Африки, а також на островах Біоко, Сан-Томе, Гранд-Комор та Мадагаскар. 

## Середовище
Сливу африканську можна знайти на висоті 900–3400 метрів над рівнем моря. Виду потрібен вологий клімат, 900–3400 мм річних опадів, і він помірно морозостійкий. P. africana, ймовірно, є світлолюбним видом вторинних лісів.

## Біоморфологічна характеристика
Це вічнозелене дерево середнього чи великого розміру, до 25–40 метрів заввишки, найвищий представник роду Prunus. Дерева великого діаметра мають разючі, розлогі крони. Кора від чорного до коричневого кольору, тріщинувата у вигляді характерного прямокутного візерунка. Листя чергове, просте, 8–20 см завдовжки, еліптичне, тупо або гостро закінчене, голе, зверху темно-зелене, знизу блідо-зелене, з ледь зазубреними краями; центральна жилка вдавлена зверху, знизу виступає; ніжка листка у довжину 2 см, рожева або червона. Квітки з 10–20 тичинками, запилюються комахами, 3–8 см, зеленувато-білі або палево-коричневі, розподілені в пазушних китицях з діаметром 70 мм. Рослина цвіте з жовтня по травень. Плід — кістянка, від червоної до коричневої, 7–13 мм, більша вшир, ніж у довжину, двочастинна, з насінинкою в кожній частці; зростає пучками й дозріває з вересня по листопад, через кілька місяців після запилення.

## Використання
Африканську вишню (Prunus africana) широко використовують у традиційній африканській медицині. Різні частини цього дерева використовувалися для різних цілей, таких як лікування лихоманки, малярії, перев'язування ран, отрута від стріл, біль у шлунку, проносне, захворювання нирок, стимулятор апетиту, гонорея та божевілля. Екстракт кори використовувався як альтернативний засіб для лікування раку простати та доброякісної гіперплазії передміхурової залози. Збір зрілої кори для медичного використання призвів до того, що цей вид опинився під загрозою зникнення в деяких частинах свого ареалу. Prunus africana продовжують вилучати з дикої природи, а попит на нього зумовлений європейським фармацевтичним ринком. У 1990-х роках щорічно перероблялося близько 35 000 дерев з очищеною корою. Все більший попит на кору призвів до культивування дерева для його лікувальних цілей. Щорічно експортується до Європи кількість лікарських рослин від 3200 до 4900 тонн, і це найбільший обсяг серед усіх африканських лікарських рослин у міжнародній торгівлі. Дві третини експортованого обсягу припадає на Камерун.
Деревина тверда — використовується для виробництва ручок сокир та мотик, посуду, возів, підлог, плах, різьблення, мостових настилів та меблів. Деревина міцна, важка, прямоволокниста, рожевого кольору, з різким гірким мигдалевим запахом при першому розпилі, який пізніше стає червоним деревом і втрачає запах.

## Загрози й охорона
Видалення кори для торгівлі лікарськими засобами є основною загрозою для Prunus africana, при цьому постійне кільцювання (кільцеве коріння) часто призводить до загибелі дерев. Прогнозується також, що доступне середовище існування афрогірських лісів для цього виду значно скоротиться в результаті зміни клімату. З 2007 по 2010 рік Європейський Союз заборонив імпорт P. africana до держав-членів ЄС. Цей вид зараз занесений до Додатка II CITES. У ПАР він охороняється Законом про національні ліси (Закон 84) 1998 року.

## Галерея

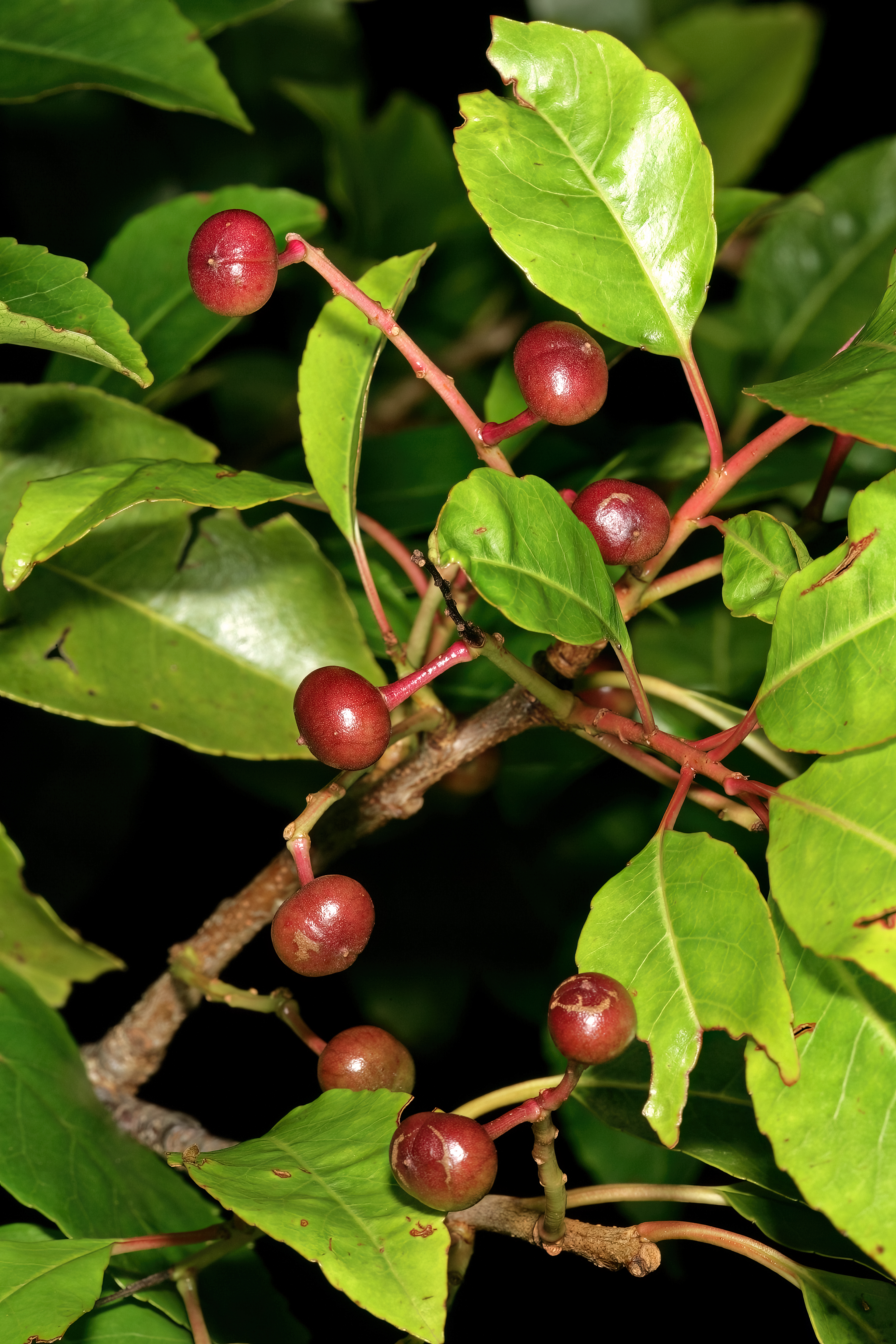
Незрілі плоди, Національний ботанічний сад Кірстенбош, Кейптаун, ПАР
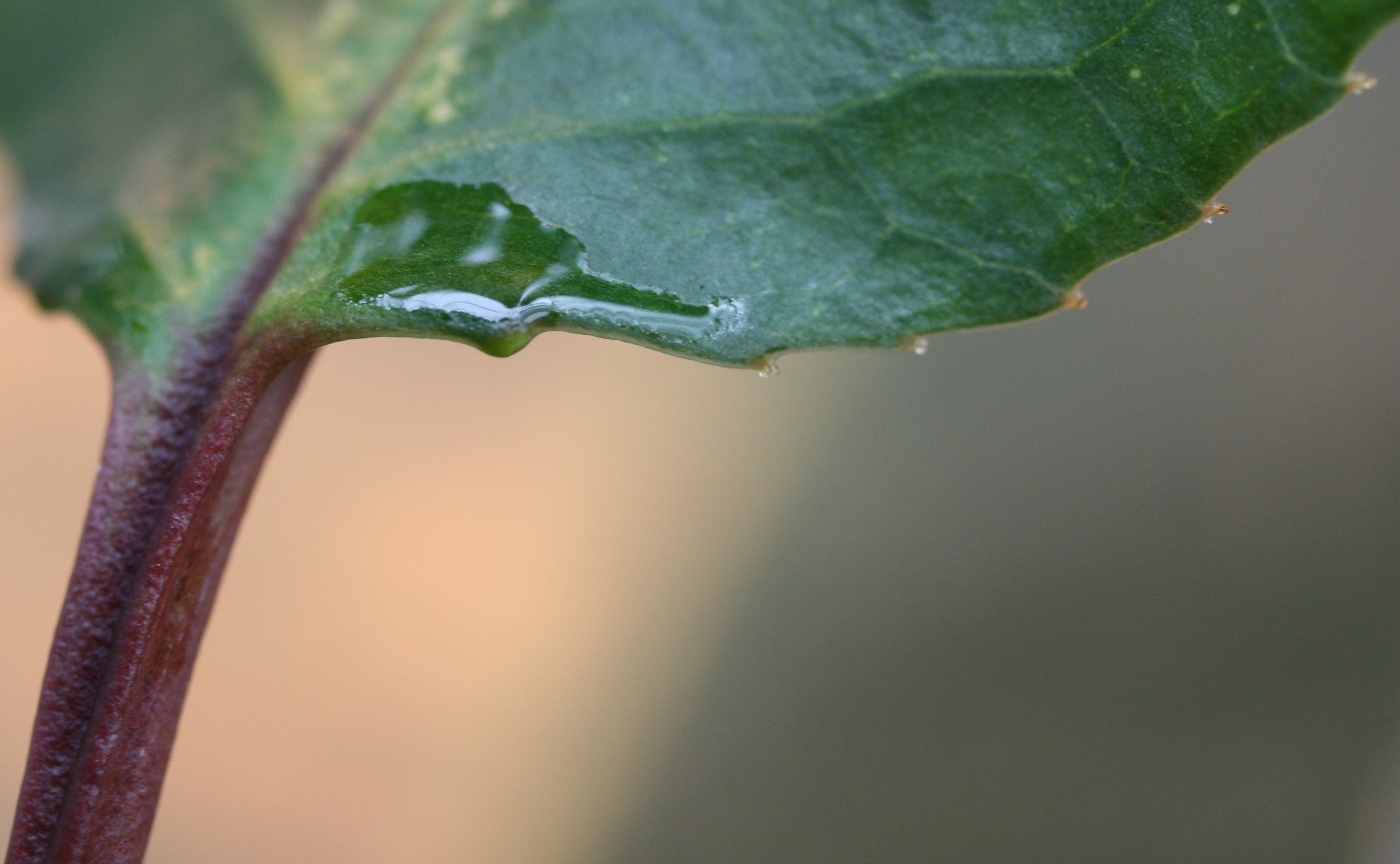
Позаквіткові нектарники вздовж краю листка
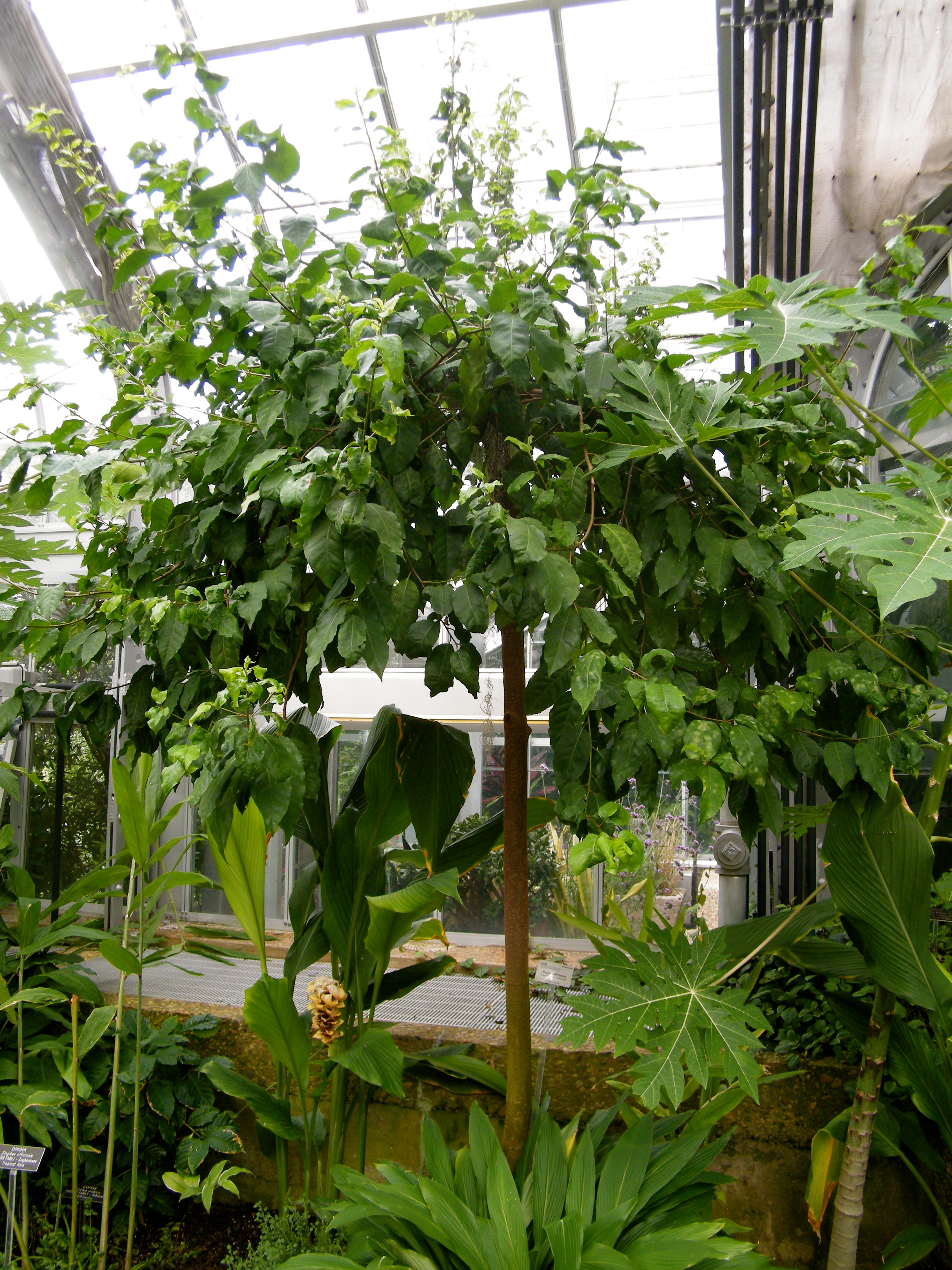
Деревце у ботсаду США